# Zrušený rozsudek
Zrušený rozsudek je dvacátým druhým románem amerického spisovatele Michaela Connellyho a zároveň třetí knihou s losangeleským právním obhájcem Michaelem "Mickey" Hallerem v hlavní roli. Connelly poprvé představil Hallera v roce 2005 ve svém bestselleru Advokát a později se tato postava objevila společně se svým nevlastním bratrem, detektivem Harrym Boschem, v knize Rozsudek ráže 9 z roku 2008. V roce 2009 se Haller objevil ve vedlejší roli Boschova obhájce v knize 9 draků. Zrušený rozsudek byl vydán ve Spojených státech 5. října 2010.

## Děj knihy
Mickeyho Hallera začíná práce právního obhájce stále více frustrovat, a tak přijme nabídku zastupovat město Los Angeles jako žalobce v obnoveném soudním procesu s usvědčeným únoscem a vrahem dětí, jemuž byl umožněn nový proces na základě nových testů DNA. Hallerovou jedinou podmínkou je, že si sestaví svůj vlastní tým. Do něj si vybere svou bývalou manželku Maggie McPhersonovou jako druhého žalobce a svého nevlastního bratra Harryho Bosche jako vyšetřovatele z řad policejního sboru Los Angeles. Případ žaloby je z větší části postaven na svědectví Sarah Gleesonové, starší sestry oběti, Melissy Landyové. 
V roce 1986 bylo nalezeno tělo dvanáctileté Melissy odhozené v kontejneru jen několik hodin poté co bylo nahlášeno její zmizení. Vrah však netušil, že únos sledovala starší sestra oběti, zatímco byla ukrytá v zahradě. Ještě v den vraždy dokázala označit řidiče náklaďáku Jasona Jessupa jako muže, který Melissu odvedl z jejich zahrady. Mezi důkazy proti Jessupovi se objevily také Melissiny vlasy nalezené na sedadle jeho náklaďáku. Díky Sářině svědectví se policie okamžitě zaměřila na Jessupa. Po mnoha letech však testy DNA, které v době vraždy nebyly dostupné, prokázaly, že skvrny semene nalezené na Melissině oblečené nepocházejí od Jessupa, ale od jejího nevlastního otce.
Jessupův právní obhájce, "Chytrý Clive" Royce odstartuje mediální kampaň na podporu svého klienta a brzy je jasné, že jednou z hlavních motivací bude výrazné finanční odškodnění za nespravedlivé odsouzení. Haller se rozhodne umožnit Jessupovi propuštění na kauci a nasadí na něj policejní sledování v naději, že se Jessup vrátí ke svým starým zvykům a poskytne jim další usvědčující důkazy. Jessup se brzy začne pohybovat různých horských stezkách v okolí Mullholland Drive a jednou v noci dokonce zaparkuje své auto vedle Boschova domu. Bosch a Haller začnou mít obavy o své dcery a přijdou s teorií, že Jessup je sériový vrah Nemůžou to však podložit konkrétními důkazy, aby neprozradili policejní sledování.
Zákonné postupy vyžadují, aby porota neznala Jessupovu minulost v době po odsouzení. V případě svědků z původního procesu, kteří se již nemůžou soudu zúčastnit kvůli smrti nebo nesvéprávnosti, bude jejich svědectví porotě přečteno ze záznamu. Klíčovým však stale zůstává svědectví Sarah Gleesonové. Během přímého výslechu Sarah vypoví, že oblečení, které měla Melissa oblečené, bylo ve skutečnosti její, a protože ji tehdy její nevlastní otec znásilňoval, vysvětluje to skvrny od spermatu. Obhajoba se pokusí označit za skutečného vraha Melissina nevlastního otce a Jessupa prohlásí za nevinnou oběť rodinných lží. Haller se domnívá, že „Chytrý Clive“ se pokusí zpochybnit Sářino svědectví poukázáním na její problémy s drogami a prostitucí, se kterými se potýkala v období následujícím po vraždě její sestry (i když teď už je čistá), a že má připraveného svědka, který bude tvrdit, že mu Sarah celý příběh popsala během svých „temných let“ úplně jinak. Boschovi se podaří vypátrat Sářina tehdejšího milence, Eddieho Romana, a rychle zjistí, že ten je stále závislý na drogách a živí se jako pasák. Roman se však někde ukrývá, pravděpodobně aby mohl u soudu svědčit proti Sáře. Boschovi se podaří vystopovat prostitutku Soniu Reyesovou, která pro Romana momentálně pracuje, a přesvědčí ji, aby vstoupila do soudní síně právě v klíčovém bodě Romanova svědectví. Její přítomnost Romana natolik rozhodí, že změní svou výpověď a tím zničí celou obhajobu.  
Bosch a Haller během obědové pauzy očekávají, že jim obhajoba nabídne dohodu a přiznání viny, ale místo toho se dozví, že Jessup vtrhnul do Royceovy kanceláře se zbraní v ruce a zabil Royce, dva členy jeho týmu a policistu, který jej pronásledoval. Jessup se vydá na útěk, ale policie jej brzy obklíčí a zabije ve skrýši pod molem v Santa Monice. Tuto skrýš Bosch objevil už v rámci policejního sledování Jessupa. Jessupova smrt znamená konec hledání vraha Melissy Landyové, ale i tak zůstane v týmu obžaloby mnoho nezodpovězených právních a morálních otázek.